# Franca Trentin

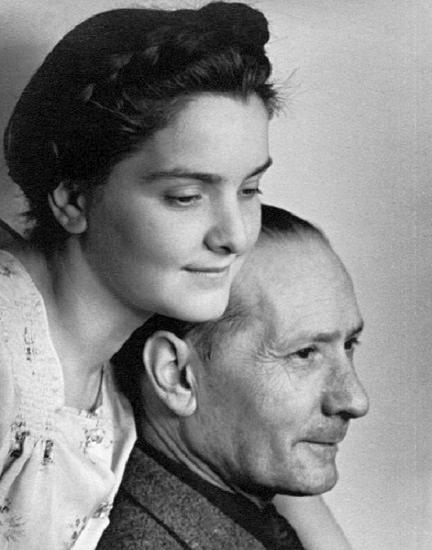
Franca Trentin con il padre Silvio

Franca Trentin (Venezia, 13 dicembre 1919 – Venezia, 28 novembre 2010) è stata un'antifascista italiana.

## Biografia
Figlia di Silvio Trentin e Giuseppina Nardari, sorella di Bruno Trentin, nel 1926 emigrò in Francia con la famiglia. Nel 1936 conseguì la maturità liceale a Tolosa, dove il padre aveva aperto una libreria. Nel 1939 ottenne la prima laurea, nel 1940 il Diplôme d'Études Supérieures e la naturalizzazione, nel 1942 la seconda laurea. Inizia intanto la sua attività nella Resistenza francese, anche dopo il rientro in Italia della famiglia, attiva nella Resistenza italiana. Nel 1944 sposò il rifugiato spagnolo Horace Torrubia da cui divorzierà nel 1954 per sposare Mario Baratto due anni dopo. Allieva di Henri Bédarida alla Sorbona, lo sostituì nel 1957 al Dipartimento d'Italiano, dove insegnò fino al 1966, quando fu distaccata all'Università Ca' Foscari come lettrice di lingua e letteratura francese. Il 14 luglio 1978 fu insignita della decorazione di Chevalier de la Légion d'Honneur. Dal 1996 al 2000 è stata presidente dell'Istituto veneziano per la storia della Resistenza e della società contemporanea, sezione veneta dell'Istituto Nazionale per la Storia del Movimento di Liberazione in Italia.